# Новоданилівська культура
Новоданилівська культура — археологічна культура мідної доби. 
Пам'ятки новоданилівської культури залишені скотарським населенням причорноморських степів середина — кінець 5 тис. до Р.Х. 

## Дослідження
На думку А.Л. Нечитайла новоданилівська культура представляє особливе етносоціальне явище, про походження якого існують різні точки зору. 
Пам'ятки новоданилівської культури були вилучені Дмитром Телегіним з найпізніших матеріалів середньостогівської культури і датовані ранішим часом — другою половиною 4 тисячоріччя до Р.Х., та що між ними та пам’ятками пізньоямної культури припущено розрив у часи приблизно у 500 років.

## Пам'ятки
Фіксується за поховальними комплексами (Яма, Чаплі, Петро-Свистунове, Луганськ, Кривий Ріг та інших) та тимчасовими стоянками. 

## Вироби
Серед інвентарю — велика кременева (рідше обсидіанова) ножовида пластина, на місці пояса — низки перламутрових кружалець з мушлі. 
У ряді випадків наявна велика кількість кременевих знарядь (ножі, сокири, вістря списів та стріл) і мідних прикрас (багатовиткові браслети, підвіски, намисто). 

## Поховання
Типовими є ґрунтові поховання, часто обгороджені камінням, під невеликим курганним насипом або на підвищенні. Небіжчиків клали зібгано на спині з підібганими ногами, колінами догори, орієнтованими на схід. 
Поховання рясно засипані вохрою (червоною фарбою). Цей обряд майже цілком відповідає ритуалу поховань, залишених населенням європейської степової спільності періоду кінця Трипілля А—ВI, до якої входила й новоданилівська культура. Її носіїв можна ідентифікувати як одну зі складових частин давніх індоєвропейців понто-каспійських степів.